# Crossotus vagepictus
Crossotus vagepictus es una especie de escarabajo longicornio del género Crossotus, tribu Ceroplesini, subfamilia Lamiinae. Fue descrita científicamente por Fairmaire en 1886.

## Descripción
Mide 8,5-13 milímetros de longitud.

## Distribución
Se distribuye por Angola, Yibuti, Eritrea, Etiopía, Kenia, Malaui, Mozambique, Níger, República de Sudáfrica, Somalia, Sudán, Tanzania, Yemen, Zambia y Zimbabue.